# Barnett Newman
Barnett Newman (Nova Iorque, 29 de janeiro de 1905 – Nova Iorque, 4 de julho de 1970), foi um pintor e escultor estado-unidense.
A sua obra está associada ao abstracionismo, tendo sido um destacado integrante da pintura de campos coloridos. Entre suas obras, destaca-se Onement I de 1948.
Newman era filho de emigrantes Judeus polacos.

## Obras
- Pintura
  - The object and the Image (1948)
  - For Impassioned Criticism (1968)
  - The Revolution is Anarchist (1968)
- Escultura
  - Obelisco Partido (colocado na capela de Houston)

### Onement VI
A obra “Onement VI” atingiu o preço recorde de 43,84 milhões de dólares (34,07 milhões de euros) num leilão organizado em Maio de 2013 pela Sotheby’s em Nova Iorque.
A obra mostra dois retângulos de um azul vibrante, divididos por uma linha de azul claro.
Em 13 de maio de 2014, novo recorde: o quadro "Black Fire I" foi vendido por US$ 84,16 milhões pela Casa Christie's em Nova York.